# Boa Vista (Cabo Verde)
Boavista es un municipio caboverdiano situado en la isla de Boa Vista.

## Geografía
El municipio abarca la totalidad de la isla de Boa Vista.

## Organización territorial
Consta de dos freguesias:
- Santa Isabel
- São João Baptista

## Demografía
| Gráfica de evolución demográfica de Boa Vista entre 1940 y 2021 |
| |
| Población del municipio entre los años 1940 y 2010 según el censo de población de la página web Opendataforafrica.org. Población estimada según el Instituto Nacional de Estatística de Cabo Verde. Población según el resultado censal preliminar de 2021 del Instituto Nacional de Estatística de Cabo Verde según la página web citypopulation.de. |

## Festividades
- 4 de julio: Día del municipio y de la parroquia Santa Isabel.
- 13 de junio: Fiesta de Santo António.
- 24 de junio: Fiesta de São João Baptista.